# Nughedu Santa Vittoria
Nughedu Santa Vittoria (en sard, Nughedu) és un municipi italià, dins de la província d'Oristany. L'any 2007 tenia 528 habitants. Es troba a la regió de Barigadu. Limita amb els municipis d'Ardauli, Austis (NU), Bidonì, Neoneli, Olzai (NU) i Sorradile.

## Administració
| Període | Identitat      | Partit        |
| ------- | -------------- | ------------- |
| 2005-   | Domenico Scanu | Llista cívica |